# Julián Grajales, Copainalá
Julián Grajales är en ort i Mexiko.   Den ligger i kommunen Copainalá och delstaten Chiapas, i den sydöstra delen av landet, 700 km öster om huvudstaden Mexico City. Julián Grajales ligger 675 meter över havet och antalet invånare är 581.
Terrängen runt Julián Grajales är kuperad åt sydväst, men åt nordost är den bergig. Runt Julián Grajales är det ganska tätbefolkat, med 58 invånare per kvadratkilometer. Närmaste större samhälle är Tecpatán, 5,4 km väster om Julián Grajales. I omgivningarna runt Julián Grajales växer huvudsakligen savannskog.